# Rasa de Rotgers
La Rasa de Rotgers (escrit també Rasa de Rotxés) és un afluent per l'esquerra del Riu Negre, al Solsonès.

## Descripció
De direcció predominant cap a les 7 del rellotge, s'escola al llarg de poc menys de 2,3 km entre el vessant oriental del Serrat de Rotgers i el vessant occidental del  Serrat Alt de Lladurs.
Neix a 825 msnm a poc més de 250 metres al sud-est del Collet Rodó. Després de rebre per l'esquerra les aigües que li aporta el seu únic afluent, passa per sota la cinglera damunt de la qual s'hi aixeca la masia de Rotgers de la qual pren el nom i tot seguit travessa la carretera LV-4241b a l'alçada del Càmping El Solsonès. Immediatament després de fer-ho passa pel costat de la Font del Ruc i acaba abocant les seves aigües al Riu Negre a 669 msnm entre les masies de Cal Llera (al nord) i Cal Puig-arnau (al sud).

## Termes municipals que travessa
Des del seu naixement, la Rasa de Rotgers passa successivament pels següents termes municipals.
| M u n i c i p i s                      |                  |                  |
|                                        | Longitud (en m.) | % del recorregut |
| Per l'interior del municipi de Lladurs | 985              | 43,6%            |
| Per l'interior del municipi de Solsona | 1.273            | 56,4%            |

## Perfil del seu curs
| Perfil del vurs de la Rasa de Rotgers |                 |         |
| Recorregut (en m.)                    | Altitud (en m.) | Pendent |
| 0                                     | 825             | -       |
| 500                                   | 739             | 17,2%   |
| 1.000                                 | 711             | 5,6%    |
| 1.500                                 | 700             | 2,2%    |
| 2.000                                 | 680             | 4,0%    |
| 2.258                                 | 668             | 4,3%    |

## Xarxa hidrogràfica
La xarxa hidrogràfica de la Rasa de Rotgers està integrada per un total de 10 cursos fluvials. D'aquests, 1 és subsidiari de 1r nivell, 6 ho són de 2n nivell i 2 ho són de 3r nivell. La totalitat de la xarxa suma una longitud de 4.256 metres.
| Xarxa hidrogràfica de la Rasa de Rotgers |                                                              |                      |
| Codi del corrent fluvial                 | Coordenades del seu origen                                   | longitud (en metres) |
| Rasa de Rotgers                          | 42° 1′ 23.24″ N, 1° 31′ 16.55″ E / 42.0231222°N,1.5212639°E  | 2.108                |
| E1                                       | 42° 1′ 29.72″ N, 1° 31′ 39.28″ E / 42.0249222°N,1.5275778°E  | 1.096                |
| E1·E1                                    | 42° 1′ 27.30″ N, 1° 31′ 39.42″ E / 42.0242500°N,1.5276167°E  | 22                   |
| E1·E2                                    | 42° 1′ 23.57″ N, 1° 31′ 41.11″ E / 42.0232139°N,1.5280861°E  | 134                  |
| E1·E3                                    | 42° 1′ 23.57″ N, 1° 31′ 41.11″ E / 42.0232139°N,1.5280861°E  | 217                  |
| E1·E3·D1                                 | 42° 1′ 18.19″ N, 1° 31′ 42.49″ E / 42.0217194°N,1.5284694°E  | 79                   |
| E1·E3·D2                                 | 42° 1′ 17.19″ N, 1° 31′ 40.65″ E / 42.0214417°N,1.5279583°E  | 112                  |
| E1·D1                                    | 42° 1′ 18.72″ N, 1° 31′ 27.99″ E / 42.0218667°N,1.5244417°E  | 92                   |
| E1·E4                                    | 42° 1′ 9.021″ N, 1° 31′ 28.40″ E / 42.01917250°N,1.5245556°E | 184                  |
| E1·D2                                    | 42° 1′ 12.92″ N, 1° 31′ 21.93″ E / 42.0202556°N,1.5227583°E  | 27                   |